# LuxRender
LuxRender è un software open source per la sintesi basata sulla fisica di immagini realistiche. Il programma può essere eseguito su Microsoft Windows, macOS e Linux e sono disponibili plugin per Blender, Cinema 4D, XSI, 3D Studio Max e Maya.

## Panoramica
LuxRender fornisce solo il software di rendering, pertanto il soggetto da renderizzare deve essere creato utilizzando un altro software 3D. Il soggetto dovrà poi essere esportato dall'applicazione con cui è stato creato per essere renderizzato con LuxRender.

## Storia
LuxRender è basato su PBRT, un programma di ray tracing basato sulla fisica. Anche se molto potente e ben strutturato, PBRT era pensato per un uso accademico e non era usabile semplicemente dagli artisti digitali. Dal momento che PBRT veniva rilasciato ai termini della licenza GPL, è stato possibile creare un nuovo programma a partire dal codice sorgente di PBRT. Con la benedizione degli autori originali, un piccolo gruppo di programmatori iniziarono quest'attività nel settembre del 2007. Il nuovo programma ebbe nome LuxRender e fu sviluppato per l'uso artistico. Fin dall'inizio il programma attrasse l'interesse di programmatori da varie parti del mondo.
Il 24 giugno 2008 venne annunciato il primo rilascio ufficiale. Questo è il primo rilascio ad essere considerato usabile dal pubblico.